# USS LST-975
O USS LST-975 foi um navio de guerra norte-americano da classe LST que operou durante a Segunda Guerra Mundial.